# Marta Siwka
Marta Siwka (ur. 24 czerwca 1986 roku w Gdańsku) – polska siatkarka, występuje na pozycji libero. W latach 2005–2006 wystąpiła 18 razy w reprezentacji Polski.

## Kluby
- 1995–2008 Gedania Gdańsk
- 2008–2009 Piast Szczecin
- 2009–2010 Gedania Żukowo
- 2010–2013 Legionovia Legionowo
- 2013–2015 CSM Târgoviște
- 2016 Budowlani Toruń[1]

## Sukcesy
- 2001 – III miejsce w Mistrzostwach Polski kadetek[2]
- 2002 – II miejsce w Mistrzostwach Polski juniorek[2]
- 2003 – Mistrzostwo Polski juniorek[2]